# Rally de Azores de 2016
El Rally de Azores de 2016, oficialmente 51.º Azores Airlines Rallye, fue la quincuagésima primera edición y la cuarta ronda de la temporada 2016 del Campeonato de Europa de Rally. Se celebró del 2 al 4 de junio y contó con un itinerario de dieciséis tramos sobre tierra que sumarón un total de 215,53 km cronometrados.
El ganador de la prueba fue el local Ricardo Moura quien se convirtió en profeta en su tierra al imponerse a los dos grandes favoritos a llevarse la victoria, el ruso Alexey Lukyanuk y el líder del campeonato y campeón defensor Kajetan Kajetanowicz.

## Itinerario
| Día                     | Tramo | Nombre                 | Distancia | Ganador de la etapa  | Automóvil      | Tiempo  | Líder de la general  |
| ----------------------- | ----- | ---------------------- | --------- | -------------------- | -------------- | ------- | -------------------- |
| Día 1 (2 de junio)      | SS1   | Batalha                | 7.27 km   | Kajetan Kajetanowicz | Ford Fiesta R5 | 4:42.5  | Kajetan Kajetanowicz |
| Día 1 (2 de junio)      | SS2   | Soluções M             | 7.08 km   | Ricardo Moura        | Ford Fiesta R5 | 3:33.6  | Ricardo Moura        |
| Día 1 (2 de junio)      | SS3   | Vila Franca São Brás 1 | 13.47 km  | Alexey Lukyanuk      | Ford Fiesta R5 | 10:19.5 | Kajetan Kajetanowicz |
| Día 1 (2 de junio)      | SS4   | Grupo Marques 1        | 3.95 km   | Ralfs Sirmacis       | Škoda Fabia R5 | 3:38.8  | Kajetan Kajetanowicz |
| Día 2 (3 de junio)      | SS5   | Pico da Pedra Golfe 1  | 7.42 km   | Alexey Lukyanuk      | Ford Fiesta R5 | 4:57.5  | Alexey Lukyanuk      |
| Día 2 (3 de junio)      | SS6   | Feteiras MEO 1         | 7.46 km   | Kajetan Kajetanowicz | Ford Fiesta R5 | 6:00.9  | Kajetan Kajetanowicz |
| Día 2 (3 de junio)      | SS7   | Sete Cidades 1         | 25.62 km  | Kajetan Kajetanowicz | Ford Fiesta R5 | 18:42.4 | Kajetan Kajetanowicz |
| Día 2 (3 de junio)      | SS8   | Pico da Pedra Golfe 2  | 7.42 km   | Alexey Lukyanuk      | Ford Fiesta R5 | 4:45.6  | Kajetan Kajetanowicz |
| Día 2 (3 de junio)      | SS9   | Feteiras MEO 2         | 7.46 km   | Alexey Lukyanuk      | Ford Fiesta R5 | 5:37.2  | Kajetan Kajetanowicz |
| Día 2 (3 de junio)      | SS10  | Sete Cidades 2         | 25.62 km  | Alexey Lukyanuk      | Ford Fiesta R5 | 17:42.3 | Alexey Lukyanuk      |
| Día 3 (4 de junio)      | SS11  | Graminhais 1           | 20.96 km  | Alexey Lukyanuk      | Ford Fiesta R5 | 15:28.2 | Alexey Lukyanuk      |
| Día 3 (4 de junio)      | SS12  | Tronqueira 1           | 21.71 km  | Ricardo Moura        | Ford Fiesta R5 | 18:16.2 | Alexey Lukyanuk      |
| Día 3 (4 de junio)      | SS13  | Grupo Marques 2        | 3.95 km   | Alexey Lukyanuk      | Ford Fiesta R5 | 3:29.9  | Alexey Lukyanuk      |
| Día 3 (4 de junio)      | SS14  | Vila Franca São Brás 2 | 13.47 km  | Kajetan Kajetanowicz | Ford Fiesta R5 | 10:19.7 | Ricardo Moura        |
| Día 3 (4 de junio)      | SS15  | Graminhais 2           | 20.96 km  | Alexey Lukyanuk      | Ford Fiesta R5 | 15:16.0 | Ricardo Moura        |
| Día 3 (4 de junio)      | SS16  | Tronqueira 2           | 21.71 km  | Ricardo Moura        | Ford Fiesta R5 | 17:47.1 | Ricardo Moura        |
| Fuente:ewrc-results.com |       |                        |           |                      |                |         |                      |

## Clasificación final
| Pos.                     | Piloto               | Copiloto         | Automóvil      | Equipo                | Tiempo    | Puntos |
| ------------------------ | -------------------- | ---------------- | -------------- | --------------------- | --------- | ------ |
| 1                        | Ricardo Moura        | António Costa    | Ford Fiesta R5 | Ricardo Moura         | 2:42:23.5 | 25+12  |
| 2                        | Alexey Lukyanuk      | Alexey Arnautov  | Ford Fiesta R5 | Alexey Lukyanuk       | +26.8     | 18+13  |
| 3                        | Kajetan Kajetanowicz | Jarosław Baran   | Ford Fiesta R5 | Lotos Rally Team      | +3:23.0   | 15+6   |
| 4                        | Dávid Botka          | Péter Szeles     | Citroën DS3 R5 | Botka Rallye Team     | +5:28.5   | 12+5   |
| 5                        | Jaroslav Orsák       | David Šmeidler   | Ford Fiesta R5 | Kimi Sport            | +5:34.1   | 10+3   |
| 6                        | Pedro Meireles       | Mário Castro     | Škoda Fabia R5 | Pedro Meireles        | +5:44.1   | 8+3    |
| 7                        | Luís Rego Jr.        | Carlos Magalhães | Ford Fiesta R5 | Luís Rego Jr.         | +5:46.2   | 6+5    |
| 8                        | José Pedro Fontes    | Inês Ponte       | Citroën DS3 R5 | Citroën Vodafone Team | +6:17.9   | 4+2    |
| 9                        | Ricardo Teodósio     | José Teixeira    | Ford Fiesta R5 | Ricardo Teodósio      | +7:01.2   | 2+1    |
| 10                       | Antonín Tlusťák      | Ladislav Kučera  | Škoda Fabia R5 | Tlusťák Racing        | +7:30.7   | 1      |
| Fuente: ewrc-results.com |                      |                  |                |                       |           |        |